# Hilara schachti
Hilara schachti är en tvåvingeart som beskrevs av Chvala 2008. Hilara schachti ingår i släktet Hilara och familjen dansflugor. Inga underarter finns listade i Catalogue of Life.